# Sophie Keller
Sophie Keller   (Copenhaguen, 14 de novembre de 1850 - Copenhaguen, 1 de maig de 1929) era una cantant d'òpera danesa (mezzo-soprano).
Sophie Rung va néixer a Copenhaguen, filla del compositor Henrik Rung i de la cantant Pauline Rung, nascuda a Lichtenstein. Així va créixer en una casa musical i el seu pare la va formar a cantar. Ella ja s'havia fet un nom com a cantant als concerts de l'Associació Cæcilia on va debutar el 8 de desembre de 1869 al Teatre Reial com Agathe a El caçador furtiu.
El seu alt mezo-soprano, molt ben format, tenia un abast considerable i, en el sentit vocal, es podria dir que des del debut era un cantant completament format. Tot i això, el seu talent dramàtic encara no estava al mateix nivell, però al llarg dels anys també va desenvolupar-ho i va ser durant molt de temps un dels principals noms de l'òpera danesa. En el seu aniversari com a cantant el 1894, va ser nomenada cantant de cambra reial.
Es va casar amb l'advocat Emil Charles Thorvald Keller el 14 de novembre de 1877 i va treballar al seu costat com a professora de cant, incloent noms famosos com Elisabeth Dons, Emilie Ulrich, Ida Møller i Ingeborg Steffensen.
Els seus papers més importants al teatre són Leonore a Il trovatore, el paper principal a Aïda i Senta a L'holandès errant.